# Средња музичка школа „Марко Тајчевић” Лазаревац
Средња музичка школа „Марко Тајчевић” Лазаревац почела је са радом као одељење тада школе за основно музичко образовање „Ватрослав Лисински“ у Београду, школске 1976/1977. године. Школа носи име по Марку Тајчевићу, српском композитору, учитељу музике и музичком критичару. 
Школа је почела са радом у просторијама основне школе „Дуле Караклајић” и била је веома опремљена наставним средствима и инструментима: два пијанина, полуконцертни клавир, већи број виолина, хармоника, труба и кларинета. Ученици су се школовали у оквиру следећих класа: две класе клавира, класа хармонике, класа виолине и по пола класе трубе и кларинета.
Школске 1985/1986. године школа је пресељена у просторије старе лазаревачке болнице, односно данашње Библиотеке „Димитрије Туцовић”. Заслугом тадашњег председника општине Лазаревац, Славка Николића-Сараманде, школске 1994/1995. године одељење постаје самостална образовна установа и добија нов радни простор у делу новосаграђене и тек отворене основне школе „Кнез Лазар”. Први директор школе је био професор Бранко Марковић. 
Школске 2007/2008. године школа добија статус средње музичке школе.